# دریاچه بورژه
دریاچه بورژه (انگلیسی: Lac du Bourget) (Lac du Bourget) یک دریاچه باریک و بلند است که به عنوان عمیق ترین دریاچه درون خاک فرانسه شناخته می شود این دریاچه همان دریاچه مورد اشاره در شعر دریاچه سروده لامارتین شاعر معروف فرانسوی است این دریاچه در محاصره مناطق کوهستانی مون بلان از یک طرف و شهرهایی در طرف دیگر قرار گرفته است و مشرف بر کوه های آلپ است